# Welschnonnenkirche (Bonn)

Portal

Die Welschnonnenkirche in Bonn war eine Klosterkirche der Augustiner-Chorfrauen (auch Welschnonnen oder Lotharinger Chorfrauen) in der heutigen Welschnonnenstraße.

## Geschichte

Welschnonnenkirche Bonn vor dem Abbruch

Innenraum

1664 stiftete Kurfürst Maximilian Heinrich zur Verbesserung des Schulwesens für die weibliche Jugend in Bonn eine Niederlassung des 1597 von Pierre Fourier gegründeten Ordens der Augustiner-Chorfrauen. Sein Nachfolger Clemens August schenkte dem Kloster 1747 3000 Reichstaler für den geplanten Kirchenneubau, der 1750 weitgehend fertiggestellt war. Nach seiner Säkularisation 1802 diente das Kloster als Reuter-Kaserne militärischen Zwecken, wobei der als Speisesaal genutzte Kirchenraum durch eine Zwischendecke unterteilt war. 1907/08 erfolgte der Abbruch.

## Architektur
Bei der Bonner Welschnonnenkirche handelte es sich um eine dreijochige Saalkirche mit  eingezogenem Chorraum. Die verputzten, ursprünglich steinsichtigen Außenseiten des Backsteinbaus waren durch einfache Lisenen gegliedert, die Querachse erhielt eine besondere Betonung durch einen halbkreisförmig geschlossenen und das Traufgesims überschneidenden Risalit. Lediglich das in ihm angelegte, von einem Sprenggiebel bekrönte Säulenportal hatte eine architektonisch reichere Ausgestaltung erfahren. Der über paarweise angeordneten Pilastern gewölbte Kirchenraum war an seinen Ecken durch eine konkave Einziehung gestaltet. Das Oratorium für die Nonnen befand sich im anschließenden Klostertrakt und war vermittels einer vergitterten Öffnung mit dem Kirchenraum verbunden.
Die aufgrund der Formenmotivik erfolgte Zuschreibung an Johann Conrad Schlaun ist durch zwei im Schlaun-Nachlass erhaltene Zeichnungen für den Einbau der Orgelempore gesichert. Die Orgel selbst war eine Stiftung des kurkölnischen Geheimrats Johann Adolf Anton von Föller.